# 井上書院
井上書院（いのうえしょいん）は、日本の出版社である。建築書を主に出版する。

## 歴史
彰国社が出版していた『建築文化』の編集長を務めた井上精二により1954年に創業。建築実務に関する書籍を主に手掛けた。1988年、創業35周年の記念事業として江戸期の棟梁・平政隆の著した建築書である『愚子見記』を刊行した。同書は木割書としてのみならず当時の建築全書的な側面を有しており、内藤昌いわく以前より「幻の名著」として知られていた。同著の刊行について、太田博太郎は「びっくりした」、内藤は「井上書院の壮図に感激した」と語っている。
また、同社より刊行された大野隆造『人間工学−安全で心地よい環境をつくる』は2016年に日本建築学会賞著作賞を受賞している。